# Преображение Господне
Вижте пояснителната страница за други значения на Преображение Господне.
Преображение Господне или Сотировден е християнски религиозен празник, който се чества на 6 август (или на 19 август стар стил). Според Светото писание на Преображение Иисус Христос показва на своите ученици божествения си образ и се разкрива пред тях.
Изглежда събитието е от есента на предходната на смъртта на Исус година, някъде около празника Сукот (т.нар. празник на шатрите, когато евреите имат обичай да строят с ритуална цел украсени с растителност малки бараки). Честването е едновременно на узряването на плодовете от новата реколта и на благополучния завършек на Изхода (бягството от Египет).
Според евангелията (Мат. 17:1 – 13; Марк 9:1 – 9; Лук. 9:28 – 36) Иисус Христос и апостолите Петър, Яков и Йоан се качват на една висока планина, вероятно – Тавор в Галилея (Хълма на Преображение) – за молитва. Там тримата апостоли сядат да си починат и заспиват. Когато се събуждат, виждат Иисус да свети ярко, заобиколен от 2 фигури, в които разпознават пророците Мойсей и Илия.
Последвалото е описано в „Евангелието от Лука“ по следния начин:
| „             | И когато те се отделяха от Него, Петър рече на Иисуса: Наставниче, добре ни е да бъдем тук; да направим три сенника: за Тебе един, за Моисея един, и един за Илия, - без да знаеше, що говори. Когато говореше това, ето, яви се облак и ги засени; и се уплашиха, когато влязоха в облака. И чу се из облака глас, който казваше: Този е Моят възлюбен Син: Него слушайте. И когато се чу тоя глас, Иисус бе останал Сам. И те замълчаха и никому не обадиха през тия дни за това, що видяха. | “ |
| (Лук.9:28-36) | |   |

На този ден в Светата Литургия на православните храмове се прибавя молитвено песнопение (тропар) със старославянското название „Начатки овощей", а в Българската православна църква – „Освещаване на гроздето".

## Други
На Светото Преображение е наречена улица в квартал „Младост 3“ в София (Карта).